# Torre de Cristal

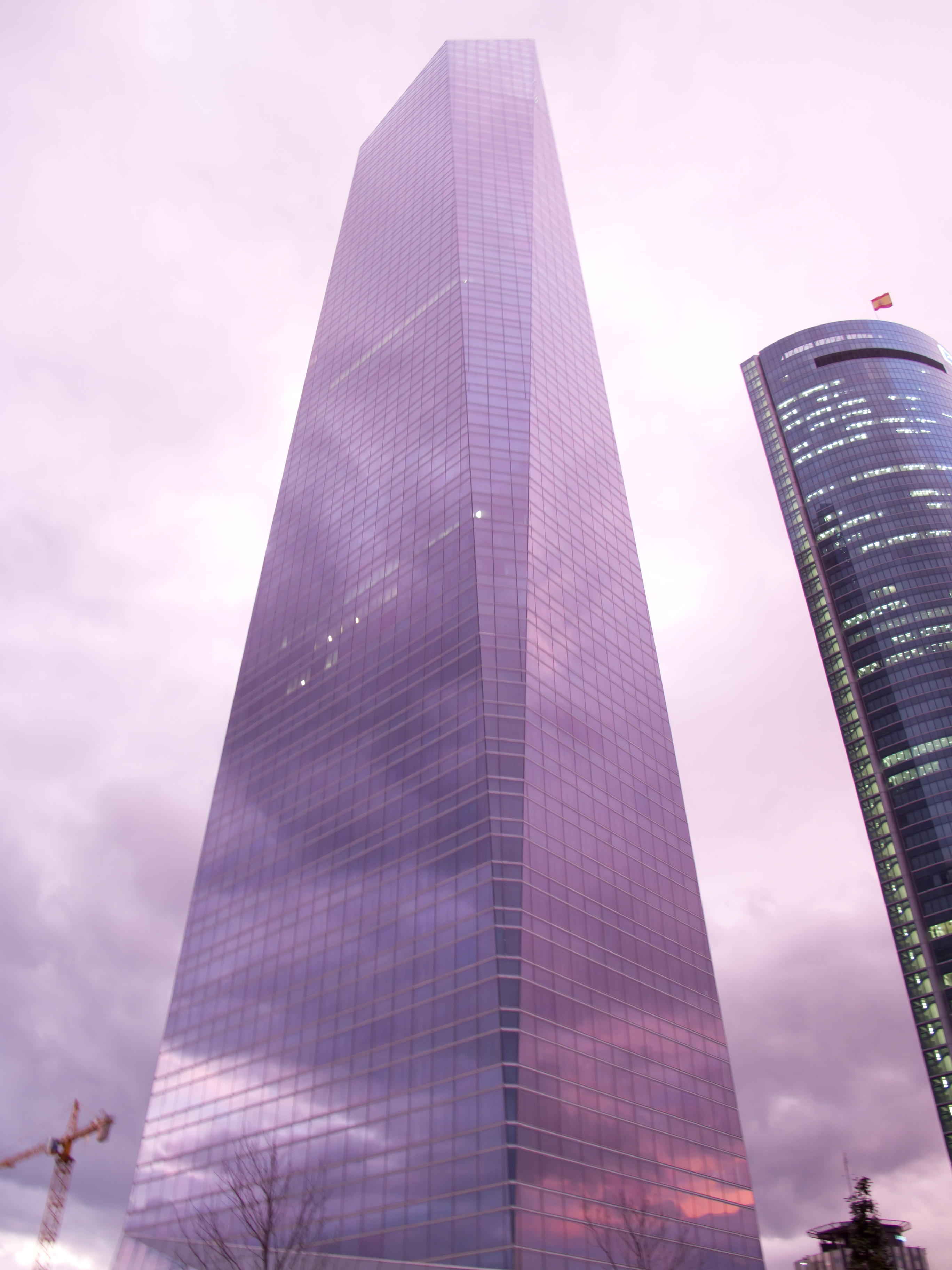
Torre de Cristal im März 2011

Torre de Cristal (Kristallturm) ist der Name eines Wolkenkratzers in der spanischen Hauptstadt Madrid. Der Wolkenkratzer wurde Ende 2008 im Wolkenkratzerkomplex Cuatro Torres Business Area fertiggestellt. Er ist mit 249 Metern und 52 Stockwerken hinter dem Torre Caja Madrid der zweithöchste Spaniens. Der vom Architekten César Pelli entworfene Wolkenkratzer ist gegenwärtig der Hauptsitz von Mutua Madrileña.